# Rajon Dsau
Der Rajon Dsau (ossetisch Дзауы район Dsauy rajon; russisch Дзауский район, Dsauski rajon; georgisch ჯავის რაიონი, Dschawis raioni) ist der nördlichste und einer von vier Rajonen innerhalb der nur von wenigen Staaten anerkannten Republik Südossetien. Sein Verwaltungssitz und Namensgeber ist die Siedlung städtischen Typs Dschawa, größter Ort ist Kwaissa (nach südossetischem Recht seit 2007 Stadt, nach georgischem Recht Minderstadt, daba mit Namen Kwaissi).
Mit seiner Fläche von 1448 km² ist der Rajon der größte Südossetiens. Seit seiner Entstehung als Rajon Dschawa (russisch Джавский район, Dschawski rajon) in den 1930er-Jahren im Bestand des Südossetischen Autonomen Gebietes, sank die Einwohnerzahl von 20.108 (1939) kontinuierlich, verstärkt seit Beginn des bewaffneten südossetisch-georgischen Konfliktes 1991 auf zuletzt 6.567 (2015).
Bevölkerungsentwicklung
Anmerkung: Volkszählungsdaten

Das Gebiet wird bis heute von Georgien beansprucht, das jedoch über keine tatsächliche Souveränität über das Gebiet verfügt. De jure gehört es weitgehend zur georgischen Munizipalität Dschawa der Region Innerkartlien, der äußerste Nordwesten um Kwaissa jedoch zur Munizipalität Oni in der Region Ratscha-Letschchumi und Niederswanetien und ein kleines Gebiet um das Dorf Sinaguri zur Munizipalität Satschchere in der Region Imeretien. Letzteres mit 256 Einwohnern 2002 war bis zum Kaukasuskrieg 2008 unter georgischer Kontrolle; seither umfasst der Rajon wieder ungefähr das Gebiet des ursprünglichen Rajons Dschawa.